# PSH-77頭盔
PSH-77是一種瑞士製的戰鬥頭盔，隨著其生產商已被收購合併，目前已停產。

## 設計特徵
PSH-77是一種以鈦合金製成的防撞頭盔，盔上裝有揚聲器、音量控制器，以及一個可連接手攜式無線電和麥克風錄音器的插頭。用戶還可在該頭盔上安裝一具設有防彈玻璃的金屬面罩以保護自己的頭部正面。
PSH-77沿用了德國的M31頭盔內襯，但扣帶則採用新的設計。這是為了適應該頭盔較高的重量而作出的改動，以防止扣帶會從打開的孔眼中鬆開。
為了防止頭盔在使用者頭部過份擺動，PSH-77還設有一條額外的頸帶以幫助穩定頭盔。
其公端的無線電連接採用兩針設置，適用於摩托羅拉連接器，使其非常通用。只有最早期和少數稀有的PSH-77頭盔不設通訊裝置。

## 歷史
在1980年代，只有兩間公司擁有鈦合金頭盔的生產能力，包括：瑞士TIG Bicord公司和奥地利Ulbrechts公司。兩間公司生產的頭盔均有共同的特點：以最大範圍的覆蓋保護使用者頭部的同時還提供無線電通訊器以及一具防彈面罩。當中前者採用聚氨酯內襯，而後者則採用傳統德式懸掛系統。
PSH-77頭盔最早於1970年代後期開始由TIG Bicord公司生產，目前仍未知其名字“PSH”代表着什麽，而數字“77”則暗示了該頭盔於1977年推出。該頭盔也經常被稱為“TIG頭盔”。

## 採用

### 西德／德國
PSH-77於1978—1999年間被德國聯邦警察第九國境守備隊（GSG 9）所使用。

### 東德
史塔西所屬的第9勤務部隊曾經裝備過PSH-77。

### 蘇聯／俄羅斯
1970年代後期，蘇聯克格勃正為其所屬的特種部隊阿爾法小組和信號旗小組尋求一款新的頭盔以用於阿富汗的戰事。考慮到這款頭盔主要是被由直升機或裝甲運兵車運送的特戰幹員在近身距離作戰時使用，克格勃要求該款頭盔必須具備極高的防彈效能，而且能夠有效保護使用者的整個頭部，而重量則被視為次要的考量。為此，蘇聯當局看上了由TIG公司生產的PSH-77頭盔。於是，克格勃便購入了一定數量的PSH-77頭盔供其特種部隊作實戰測試，令其成為蘇聯／俄羅斯歷史上的第一款特戰頭盔。該頭盔首次紀錄在案的運用是在著名的333風暴行動，並一直沿用至21世紀。
在1982—83年，蘇聯當局下令國家旗下的鋼鐵研究所（俄语：НИИ СТАЛИ）對PSH-77頭盔進行仿製及改良。大約在1984年，鋼鐵研究所成功生產出新式鈦合金頭盔的原型，是為阿爾金頭盔。而俄羅斯也因此成為繼瑞士和奥地利以外的第三個具備生產鈦合金頭盔能力的國家。阿爾金頭盔與PSH-77的主要區別在於其防彈面罩的形狀，後者在面罩左右側均設有切角位以方便使用者抵肩瞄準，而前者則沒有。

### 南斯拉夫
PSH-77在1990年代由特別反恐單位所使用。

## 使用國
- 德意志聯邦共和國
  - 德國聯邦警察GSG 9
  - 德國邦警察（英语：Landespolizei）特別行動突擊隊
- 东德
  - 德國人民警察第9勤務部隊
- - 哈薩克斯坦國家安全委員會A特別用途部門
- 俄羅斯
  - 俄羅斯聯邦安全局
  - 俄羅斯聯邦內務部
- 沙烏地阿拉伯
- 苏联
  - 克格勃阿爾法小組、信號旗小組
- 土耳其
  - 憲兵特種部隊
- 乌克兰
  - 烏克蘭安全局阿爾法小組
- 美国
  - 部份地方警察部門
- 委內瑞拉
- 南斯拉夫联盟共和国
  - 特別反恐單位

## 登場作品

### 電子遊戲
- ：由德國聯邦警察第九國境守備隊所使用，配搭沙漠迷彩盔布，沒有實際防御效果。

## 外部連結
- Реплика шлема PSH-77 "TIG"（页面存档备份，存于）